# Albert Janicot
Albert Janicot (Perpinyà 1889 - 1956) fou un militar, periodista i escriptor nord-català. El 1909 s'enrolà a l'exèrcit colonial francès, amb el qual va lluitar a la Primera Guerra Mundial. Quan acabà la guerra tornà a Perpinyà, on va fundar les publicacions La Renaissance Catalane i més tard L'Éveil Catalan, però el 1921 marxà a París on es casà amb la poetessa francesa Élise Palaudoux Nastaska, treballà en el metro i fundà la revista Le Roussillonnais de Paris. El 1940 tornà definitivament Perpinyà, on fundà la revista Madeloc (1949). Va escriure poemes en francès i algunes petites peces de teatre en català.

## Obres
- Anthologie des poètes catalans de langue française
- Muntanya, mar i cel
- En Perot i l'ós del Canigó
- En Perot pescaire